# Polomka-Hámor (przystanek kolejowy)
Polomka-Hámor – przystanek kolejowy znajdujący się we wsi Polomka w kraju bańskobystrzyckim na linii kolejowej 172 Banská Bystrica – Červená Skala na Słowacji.